# Mandeville Challenger
Il Mandeville Challenger è stato un torneo professionistico di tennis giocato su campi in cemento. Faceva parte dell'ATP Challenger Series. Si è giocata una sola edizione, a Mandeville negli Stati Uniti.

## Albo d'oro

### Singolare
| Anno | Campione         | Finalista   | Punteggio     |
| ---- | ---------------- | ----------- | ------------- |
| 2003 | Dmitrij Tursunov | Jan Hernych | 3–6, 6–3, 6–4 |

### Doppio
| Anno | Campioni                            | Finalisti                    | Punteggio           |
| ---- | ----------------------------------- | ---------------------------- | ------------------- |
| 2003 | Sébastien de Chaunac Zack Fleishman | Benedikt Dorsch Matija Zgaga | 6(3)–7, 7–6(2), 6–3 |